# Thierry Frémont
Pour les articles homonymes, voir Frémont.
Ne doit pas être confondu avec le délégué général du festival de Cannes, Thierry Frémaux.
Thierry Frémont, né le 24 juillet 1962 à Boulogne-Billancourt (Hauts-de-Seine), est un acteur français.
César du meilleur espoir masculin en 1988 pour Travelling avant de Jean-Charles Tacchella, il remporte un International Emmy Awards en 2005 pour le rôle du tueur en série Francis Heaulme dans le téléfilm Dans la tête du tueur (Murder in Mind en version anglaise).

## Biographie

### Enfance et formation
Après des études en lycée technique, Thierry Frémont, fils d'un artisan-boucher, suit une formation de comédien au cours Florent, où il a comme professeur Francis Huster, puis, à vingt ans, au Conservatoire national supérieur d'art dramatique de Paris, où il suit les cours de Daniel Mesguich et de Philippe Adrien. Il a aussi travaillé avec Jack Waltzer (en), de l’Actors Studio.

### Carrière
Acteur complet, Thierry Frémont alterne des rôles au théâtre, au cinéma et à la télévision. Amateur de rôles complexes, il a aussi interprété un jeune myopathe dans Fortune Express, rôle pour lequel il perd 17 kg.
En 1988, il obtient le César du meilleur espoir masculin pour Travelling avant, de Jean-Charles Tacchella. En 1995 il est le capitaine Dreyfus pour le téléfilm L'Affaire Dreyfus, de Yves Boisset. En 1997, il joue le rôle de Jésus dans Les Démons de Jésus, de Bernie Bonvoisin.
Thierry Frémont est le premier Français à recevoir le prix du meilleur acteur (Best performance by an actor) des International Primetime Emmy Awards américains, pour son interprétation du tueur en série Francis Heaulme dans le téléfilm Dans la tête du tueur (Murder in mind en version anglaise), réalisé par Claude-Michel Rome pour GMT Productions. Il reçoit son prix, le 21 novembre 2005 à New York, lors de la 33e cérémonie de remise des prix des Emmy Awards.

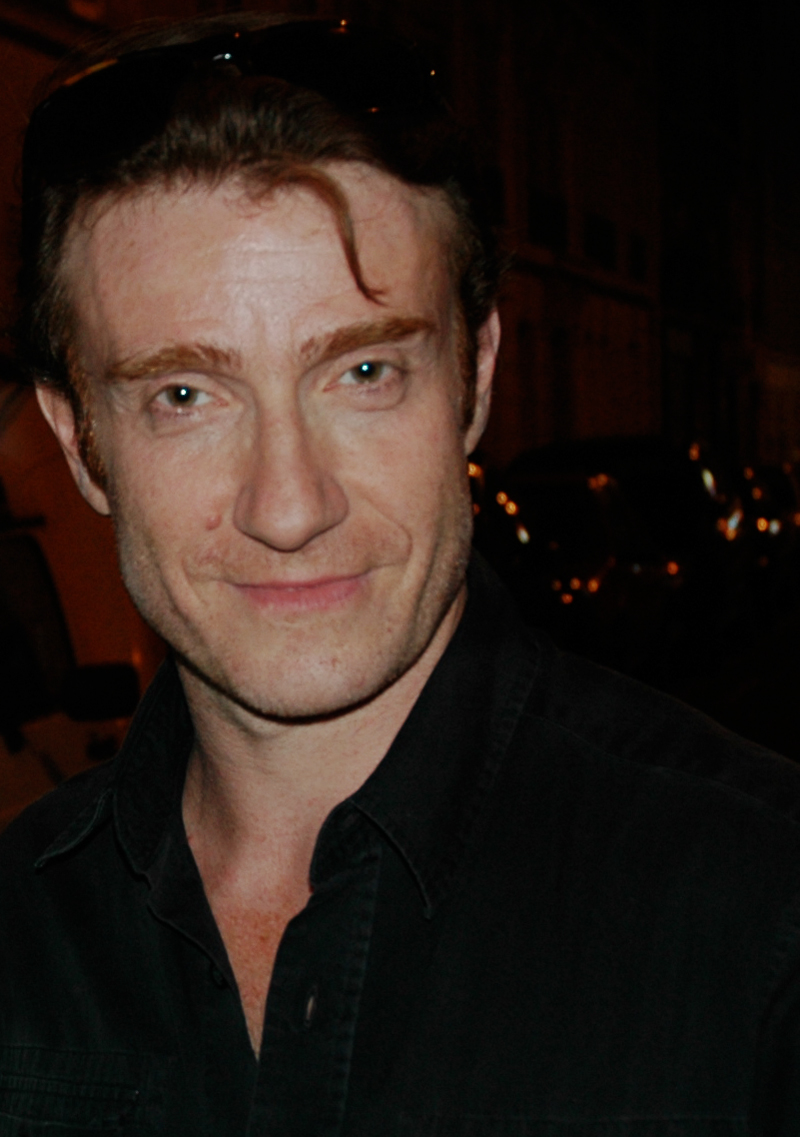
Thierry Frémont en 2006.

En 2006, Il interprète au cinéma le rôle d'un révolutionnaire russe morphinomane dans Les Brigades du Tigre.
La même année, il interprète au théâtre, dans la pièce Doute, mise en scène par Roman Polanski au théâtre Hébertot à Paris, un prêtre enseignant dans une école catholique de New York, soupçonné d'une « relation inconvenante » avec un élève de 12 ans. Cette affaire de soupçon de pédophilie se passe dans le Bronx en 1964. Le journal Le Monde dresse une critique élogieuse de la pièce et de sa mise en scène, les acteurs sont jugés « pour beaucoup » dans ses qualités : « Thierry Frémont, le Père Flynn, joue sur le fil du rasoir, un homme convaincant, attachant, ambigu juste ce qu'il faut » ». Roman Polanski avait choisi Thierry Frémont pour le rôle principal parce qu'il l'avait vu deux ans plus tôt sur scène dans Signé Dumas et en avait été « impressionné » : « Comme cette pièce repose sur la psychologie des personnages, il me fallait des comédiens au jeu très réaliste, authentique ».
En 2007, il joue aux côtés de Gérard Darmon et d'Alexandra London dans Thalasso, d'Amanda Sthers, le rôle d'un personnage venu retrouver la femme de sa vie avant qu'elle ne se marie. « C'est une pièce sur la mort, mais aussi sur l'obsession de la perte de poids », explique l'auteur, qui juge Darmon « parfait » et Frémont « irrésistible en séducteur à contre-emploi ».

### Vie privée
Il est en couple depuis plusieurs années avec Gina, originaire du Sénégal qui est devenue la mère de ses deux enfants, Inès née en 2012 et Noé né en 2017. 

## Filmographie

### Cinéma

#### Longs métrages
- 1987 : Travelling avant, de Jean-Charles Tacchella : Nino
- 1987 : Les Noces barbares, de Marion Hänsel : Ludo
- 1988 : Mon ami le traître, de José Giovanni : Georges
- 1991 : Merci la vie, de Bertrand Blier : François
- 1991 : Fortune Express, d'Olivier Schatzky : Gadouille
- 1993 : Abracadabra, de Harry Cleven : Chris
- 1995 : Le Petit Garçon, de Pierre Granier-Deferre : Gustave
- 1996 : Les Caprices d'un fleuve, de Bernard Giraudeau : Pierre Combaud
- 1997 : Les Démons de Jésus, de Bernie Bonvoisin : Jésus
- 1999 : Les Grandes Bouches, de Bernie Bonvoisin : Zed
- 1999 : Nadia et les Hippopotames, de Dominique Cabrera : Serge
- 1999 : Le Fils du Français, de Gérard Lauzier : Jean
- 2000 : Pour l'amour du ciel, de Philippe Azoulay
- 2002 : Femme fatale, de Brian De Palma : Serra
- 2003 : Mais qui a tué Pamela Rose ?, d'Éric Lartigau : Mike
- 2003 : Livraison à domicile, de Bruno Delahaye : Fred
- 2003 : Les Clefs de bagnole, de Laurent Baffie : Lui-même
- 2005 : Espace Détente, de Yvan Le Bolloc'h et Bruno Solo : Crésus / François Conrad / Arnaud Roussel
- 2006 : Un ticket pour l'espace, d'Éric Lartigau : Le professeur de théâtre
- 2006 : Les Brigades du Tigre, de Jérôme Cornuau : Piotr, un anarchiste russe de la bande à Bonnot
- 2006 : Tajnata kniga (Le livre secret) de Vlado Cvetanovski : Chevalier Raymond
- 2007 : 13 French Street de Jean-Pierre Mocky : Alex
- 2008 : Sans état d'âme, de Vincenzo Marano : Grégoire
- 2009 : Une affaire d'État, d'Éric Valette : Michel Fernandez
- 2010 : La Rafle de Roselyne Bosch : Capitaine Pierret
- 2010 : Djinns de Hugues Martin et Sandra Martin : Vacard
- 2010 : Dans ton sommeil de Caroline du Potet et Eric Potet : L'homme au break
- 2011 : Un heureux événement de Rémi Bezançon : Tony
- 2011 : De force de Frank Henry : Serge Minot
- 2011 : Jeanne captive de Philippe Ramos : Le guérisseur
- 2011 : La Fin du silence de Roland Edzard : Nils
- 2012 : Zarafa de Rémi Bezançon et Jean-Christophe Lie : Voix de Joseph Moreno
- 2013 : Quai d'Orsay de Bertrand Tavernier : Guillaume Van Effentem
- 2016 : Alliés de Robert Zemeckis : Paul Delamare
- 2017 : À deux heures de Paris de Virginie Verrier : Jean-Paul
- 2018 : Tous les dieux du ciel de Quarxx : Antoine

#### Courts métrages
- 1999 : La Ballade de Don, de Jean Veber (Court-métrage)
- 2000 : Élie annonce Semoun, d'Élie Semoun (Vidéo)
- 2001 : Au bout du rouleau, de Renaud Chélélékian et Varante Soudjian (Court-métrage)
- 2003 : Wolfpack, de Jean-Marc Vincent (Court-métrage)
- 2004 : L'Empreinte de l'ange (court), de Christophe Reynaud (Court-métrage)
- 2008 : Concurrence loyale, de Jean Luc Herbulot (Court-métrage)
- 2011 : Nuts, de Thomas Lélu (Court-métrage)
- 2015 : Trois Fois Rien de Frédéric Petitjean : Gaspard (Court-métrage)

### Télévision
- 1984 : Les Capricieux, de Michel Deville (téléfilm) : Gustave
- 1991 : Le Gang des tractions, de Josée Dayan et François Rossini (série télévisée) : Kid Maurice
- 1992 : Terre brûlée, de Chantal Picault (téléfilm) : Yves
- 1995 : Regards d'enfance (série télévisée) : Perrec
- 1995 : Maria fille de Flandre, de Philippe Triboit (téléfilm) : Jef
- 1995 : L'Affaire Dreyfus, de Yves Boisset (téléfilm) : Le capitaine Alfred Dreyfus
- 1995 : L'Homme aux semelles de vent, de Marc Rivière (téléfilm) : Labatut
- 1998 : Retiens la nuit, de Dominique Cabrera (téléfilm) : Serge
- 1998 : De père en fils, de Jérôme Foulon (téléfilm) : Tom
- 2002 : Jean Moulin, de Yves Boisset (téléfilm) : Legret
- 2002 : Maigret, de Christian de Chalonge (épisode Maigret et le marchand de vin) : Pigou
- 2002 : Caméra Café (épisode Christian) : Christian "Cricri", un clochard
- 2004 : Dans la tête du tueur, de Claude-Michel Rome (téléfilm) : Francis Heaulme
- 2005 : L'Empire du Tigre, de Gérard Marx (téléfilm) : Dumont
- 2006 : Djihad!, de Félix Olivier (téléfilm) : Hugo Bessières
- 2007 : Le Sacre de l'homme, de Jacques Malaterre (téléfilm) : Voix du narrateur
- 2007 : La française doit voter de Fabrice Cazeneuve (téléfilm) : Député Pierre-Étienne Flandin
- 2007 : Divine Émilie, de Arnaud Sélignac (téléfilm) : Voltaire
- 2008 : Chez Maupassant, de Philippe Monnier (épisode Une soirée) : Prosper Saval
- 2008 : Raboliot, de Jean-Daniel Verhaeghe (téléfilm) : Raboliot
- 2009 : Contes et nouvelles du XIXe siècle, de Gérard Jourd'hui, d'après Émile Zola (épisode Pour une nuit d'amour) : Julien
- 2009 : Blanche Maupas de Patrick Jamain (téléfilm) : Théophile Maupas[9].
- 2009 : Les Associés, d'Alain Berliner (téléfilm) : Molina
- 2010 : Sable noir (série télévisée) : Thomas
- 2010 : La Vénitienne de Saara Saarela (téléfilm) : Michel Masselot
- 2010 : La Femme qui pleure au chapeau rouge de Jean-Daniel Verhaeghe (téléfilm) : Pablo Picasso'[10]
- 2011 : Le Roi, l'Écureuil et la Couleuvre de Laurent Heynemann (série télévisée) : Jean-Baptiste Colbert
- 2012 : Mon frère Yves de Patrick Poivre d'Arvor (téléfilm) : Yves Kermadec
- 2013 : La Dernière Campagne de Bernard Stora (téléfilm) : Nicolas Sarkozy
- 2013 : Shanghai blues, nouveau monde de Fred Garson (téléfilm) : Daniel
- 2013 : Des frères et des sœurs d'Anne Giafferi (téléfilm) : Arnaud
- 2013 : Tunnel de Dominik Moll (série télévisée) : Fabien Vincent
- 2014 : Méfions-nous des honnêtes gens de Gérard Jourd'hui : Alphonse Chauvieux
- 2016 : Après moi le bonheur de Nicolas Cuche : Franck
- 2016 : Accusé (saison 2, épisode L'histoire d'Arnaud) : Arnaud
- 2016 : Lanester : Les Enfants de la dernière pluie de Jean-Marc Brondolo : Pierre-Marie Raynaud
- 2016 : Marjorie : L'âge de raison de Mona Achache : Antoine Aubenas
- 2017 : Juste un regard de Ludovic Colbeau-Justin : Grégory Marsan
- 2017 : Transferts d'Olivier Guignard et Antoine Charreyron : Dangeac
- 2017 : La Vengeance aux yeux clairs (saison 2) : Caradec
- 2018 : Das Boot d'Andreas Prochaska : Inspecteur Pierre Duval
- 2018 : Mystère à la Sorbonne de Léa Fazer : Inspecteur Levallois
- 2021 : Luther de David Morley : Grandin
- 2021 : La Mort est dans le pré d'Olivier Langlois : Jean-Philippe Chevalier[11]
- 2021 : Noir comme neige d'Eric Valette : Bisset
- 2023 : Liaison, réalisée par Stephen Hopkins, crée par Virginie Brac : Président français
- 2024 : Nautilus de 	Michael Matthews : Gustave Benoit
- 2025 : Capitaine Marleau, épisode Compagnon de Josée Dayan : Bruno Faulot

## Théâtre
- Poil de carotte d'après Jules Renard[Quand ?][Où ?]
- L'École des mères de Marivaux[Quand ?][Où ?]
- 1986 : Les Acteurs de bonne foi et La Méprise de Marivaux, mise en scène Philippe Adrien, Conservatoire national supérieur d'art dramatique
- 1987 : Les Acteurs de bonne foi et La Méprise de Marivaux, mise en scène Philippe Adrien, Théâtre de l'Athénée-Louis-Jouvet
- 1988 : Tête d'or de Paul Claudel, mise en scène Aurélien Recoing, Théâtre national de l'Odéon
- 1989 : La Mort de Danton de Georg Büchner, mise en scène Klaus Michael Grüber, Théâtre Nanterre-Amandiers, TNP Villeurbanne, Maison de la Culture de Grenoble, Comédie de Caen
- 1993 : La Cerisaie d’Anton Tchekhov, mise en scène Jacques Rosner, Théâtre Sorano Toulouse
- 1993 : L'École des mères, Les Acteurs de bonne foi de Marivaux, mise en scène Claude Stratz, Comédie de Genève
- 1994 : L'École des mères, Les Acteurs de bonne foi de Marivaux, mise en scène Claude Stratz, Théâtre des Treize Vents, Nouveau théâtre d'Angers
- 1997 : Kinkali d'Arnaud Bedouet, mise en scène Philippe Adrien, Théâtre national de la Colline, Théâtre de Nice
- 2000 : L'Amour de Phèdre de Sarah Kane, mise en scène Renaud Cojo, Théâtre de la Bastille
- 2001 : Lettres mortes, mise en scène Rosasio Audras, Théâtre national de Chaillot
- 2003 : Signé Dumas de Cyril Gely et Éric Rouquette, mise en scène Jean-Luc Tardieu, Festival d'Anjou, Théâtre Marigny, tournée
- 2005 : Le Miroir d'Arthur Miller, mise en scène Michel Fagadau, Comédie des Champs-Élysées
- 2006 : Doute de John Patrick Shanley, mise en scène Roman Polanski, Théâtre Hébertot : le Père Flynn
- 2007 : Thalasso d'Amanda Sthers, mise en scène Stéphan Guérin-Tillié, Théâtre Hébertot
- 2010 : Le Vertige des animaux avant l'abattage de Dimítris Dimitriádis, mise en scène Caterina Gozzi, Odéon-Théâtre de l'Europe Ateliers Berthier
- 2011 : Hollywood de Ron Hutchinson, mise en scène Daniel Colas, Théâtre Antoine
- 2012 : Hollywood de Ron Hutchinson, mise en scène Daniel Colas, Théâtre du Gymnase Marie-Bell
- 2012 : Inconnu à cette adresse de Kressmann Taylor, lecture dirigée par Delphine de Malherbe avec Nicolas Vaude, Théâtre Antoine
- 2013 : Hollywood de Ron Hutchinson, mise en scène Daniel Colas, tournée
- 2013 : Inconnu à cette adresse de Kressmann Taylor, lecture dirigée par Delphine de Malherbe avec Patrick Chesnais, Théâtre Antoine
- 2014 : Hollywood de Ron Hutchinson, mise en scène Daniel Colas, Théâtre de la Michodière
- 2014 : Les Cartes du pouvoir de Beau Willimon, mise en scène Ladislas Chollat, Théâtre Hébertot
- 2015 : Les Heures souterraines de Delphine de Vigan, mise en scène Anne Kessler, Théâtre de Paris
- 2018 : Les Inséparables de Stephan Archinard et François Prévôt-Leygonie, mise en scène Ladislas Chollat, Théâtre Hébertot
- 2018 : Amadeus de Peter Shaffer, mise en scène Paul-Emile Fourny, Opéra-Théâtre de Metz
- 2019 : Localement agité de Arnaud Bedouet, mise en scène Hervé Icovic, théâtre de Paris (salle Réjane)
- 2020 : Douze hommes en colère de Reginald Rose, mise en scène Charles Tordjman, théâtre Hébertot
- 2023 : Le Repas des fauves de Vahé Katcha, mise en scène Julien Sibre, théâtre Hébertot
- 2025 : Une heure à t'attendre de Sylvain Meyniac, mise en scène Delphine de Malherbe, Théâtre du Chêne noir, festival off d'Avignon

## Distinctions

### Récompenses
- César 1988 : César du meilleur espoir masculin pour Travelling avant
- Prix Jean-Gabin 1988 pour Les Noces barbares
- Molières 2004 : Molière du comédien dans un second rôle pour Signé Dumas
- Festival TV de Luchon 2005 : Prix d'interprétation pour Dans la tête du tueur
- Emmy Awards [2005 : Prix du meilleur acteur international pour Dans la tête du tueur
- Festival de la fiction TV de La Rochelle 2010 : Prix d'interprétation masculine pour La Femme qui pleure au chapeau rouge et pour La Vénitienne[12].
- Molières 2015 : Molière du comédien dans un second rôle pour Les Cartes du pouvoir

### Nominations
- Molières 2024 : Molière du comédien dans un spectacle de théâtre privé pour Le repas des fauves

### Décorations
- Officier de l'ordre des Arts et des Lettres[13]